# تیم ملی بسکتبال زنان لهستان
تیم ملی بسکتبال زنان لهستان ، نماینده لهستان در مسابقات بین‌المللی بسکتبال زنان است.